# Desportivo Recreativo Cultural de Farim
Actualités
Le Desportivo Recreativo Cultural de Farim est un club bissau-guinéen de football basé à Farim.

## Palmarès
- Coupe de Guinée-Bissau de football (1)
  - Vainqueur : 1990
  - Finaliste : 1976